# 久佐奈岐神社
久佐奈岐神社（くさなぎじんじゃ）は、静岡県静岡市清水区山切にある神社。式内社・旧社格は郷社。

## 概略
創建年代は不詳である。社伝では、日本武尊が東征の際に当地に本宮を設け、後に東征の副将軍であった吉備武彦が当地を治めることになったときに、本宮の跡に社殿を築いて日本武尊を祀ったのに始まると伝える。かつては日本武尊の東征に随伴した9万8千の人々を祀っていたことから「九万八千社」とも呼ばれていたといい、祭祀の時には9万8千の幣帛を奉納していたという。
文献に現れる最古の記録は、『駿河国風土記』にある成務天皇元年（133年）に官幣を奉るというものである。異本類聚六国史には貞観元年（859年）に従二位の神階が授けられたとある。
『延喜式神名帳』に「駿河国廬原郡 久佐奈岐神社」と記載され、小社に列している。同じく式内社の有度郡・草薙神社（現 清水区草薙）も同じ社名で同じく日本武尊を祀ることから、区別のために当社は江戸時代まで「東久佐奈岐神社」と称していた。明治6年に郷社に列し、元の久佐奈岐神社の社名に復した。

## 祭神
- 日本武尊（主祭神）
- 弟橘姫命
- 吉備武彦命
- 大伴武日連命
- 膳夫七掬胸脛命
- 稚武彦命
- 御鉏友耳武彦命

## 摂末社
- 津島神社
- 天満宮
- 白髭神社
- 稲生神社
- 事比羅神社

## 所在地
- 静岡県静岡市清水区山切101

## 周辺施設
- 清水ナショナルトレーニングセンター